# Fetichismo de mamas

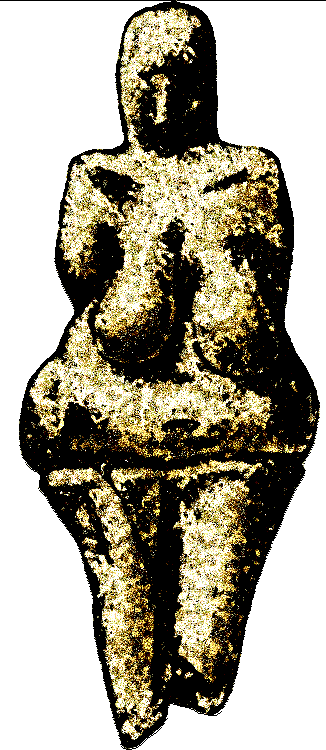
Venus de Dolní Věstonice.

El fetichismo de mamas es un interés sexual por las mamas, en su forma, movimiento o tamaño. 

## El fetichismo de mamas en la prehistoria
En muchas culturas de la antigüedad, ciertos íconos culturales están relacionados con el tamaño de las mamas de la mujer. En las denominadas Venus paleolíticas que datan de hace 22 000 a 24 000 años, como la Venus de Willendorf o la de la Venus de Dolní Věstonice, todos los rasgos femeninos (incluyendo a las mamas) están exagerados, como las nalgas y los labios vaginales, por tanto, si bien constituyen una evidencia de una exageración integral de la feminidad más que de un fetichismo de mamas propiamente tal, ofrecen un ejemplo de una fijación primaria por ciertos rasgos del cuerpo femenino en la cultura humana, que además se asemeja a la moderna parafilia en cuanto a la exaltación del tamaño de tales rasgos. No se sabe a ciencia cierta el significado de estas figuras y de la tendencia a la exageración de los mamas y otros rasgos, pero se ha especulado una relación entre la voluptuosidad y la fertilidad en el hombre antiguo. Desde esta concepción se han formulado numerosas teorías que relacionan a las figuras de la Gran Diosa Madre (ampliamente tratada en la saga literaria Los Hijos de la Tierra), la diosa de la fecundidad o los cánones de belleza prehistóricos, que frente a la falta de evidencia no pueden ser formuladas como auténticas hipótesis científicas, aunque tampoco pueden ser descartadas del todo.[cita requerida]

## El tamaño de las mamas

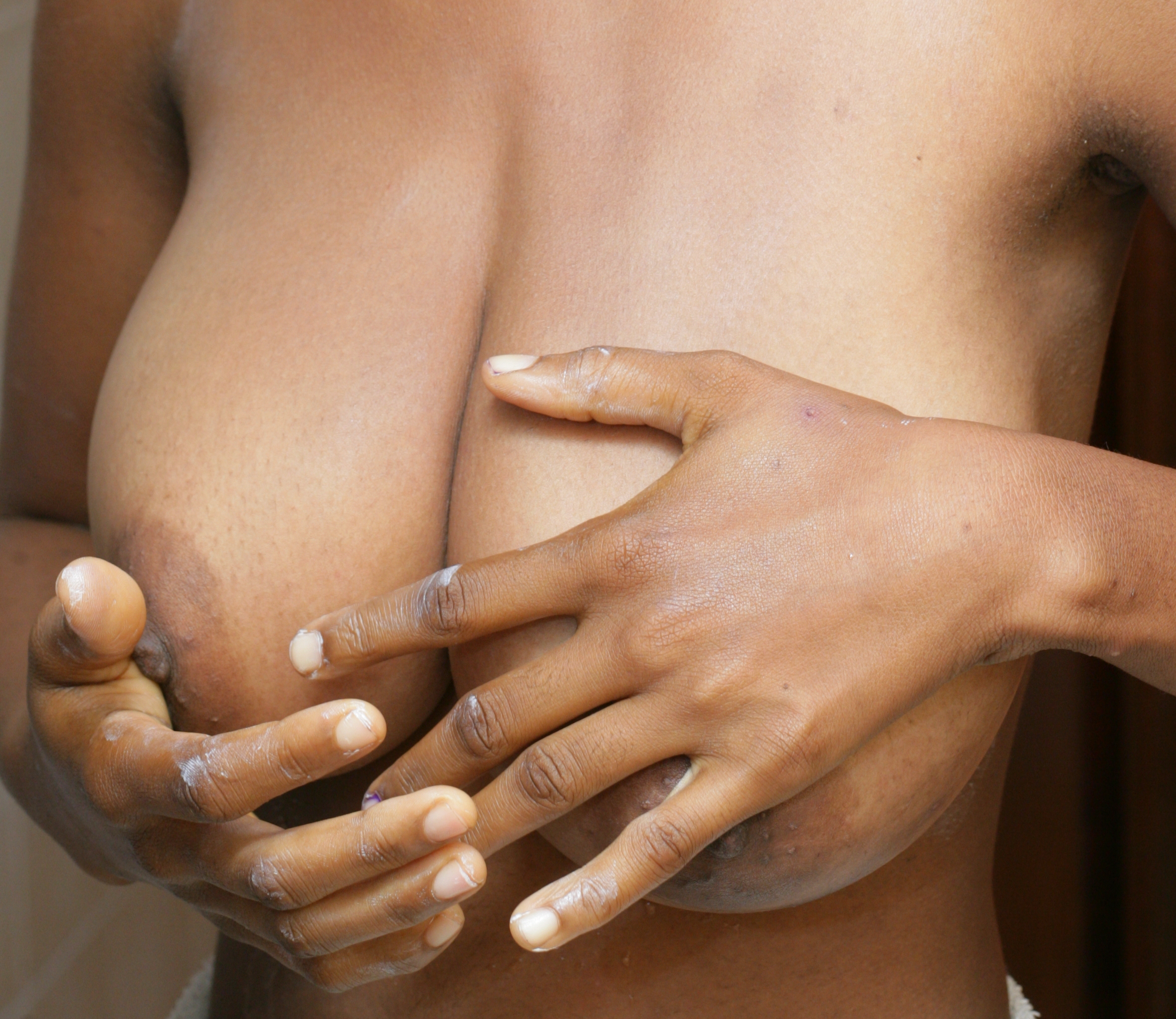
Los senos grandes son en muchos casos símbolo de atracción sexual.

En muchas partes del mundo las mamas grandes son percibidas como símbolos de atracción sexual.
Con el fetichismo de mamas grandes tan común en los Estados Unidos y Japón, esta fijación ha aumentado la aceptación cultural de los injertos femeninos de mamas o implante de pecho.  Los antropólogos y los sociólogos a menudo han tratado de explicar la obsesión con el tamaño de las mamas en términos de la selección natural y la biología pero ninguna explicación se ha desarrollado y que sea extensamente aceptada para explicar la atracción de muchos hombres por las mamas grandes. [cita requerida]Algunos hombres gay y mujeres heterosexuales idolatran también las mamas hasta el punto de considerarse a sí mismos como fetichistas de mamas.
Otros individuos tienen una preferencia fetichista por las mamas "naturales" grandes pero sin injertos. Las chicas con mamas naturales grandes han sido pedidas para aparecer como Chicas de la Página Tres en el tabloide del Reino Unido The Sun. Otra revista que representa la forma "natural" de los pechos era Perfect 10.

## Otras características además del tamaño
No todo fetichismo de mamas concierne al tamaño. Algunos de estos fetichistas prefieren areolas hinchadas o pezones excepcionalmente largos o gruesos. El fetiche "puffy" (hinchado), en particular, puede ser algo polémico porque esta característica es la más comúnmente asociada con chicas pubescentes, aunque un número significativo de mujeres adultas tiene también areolas hinchadas. Hay también fetiches obsesionados con lactancia en general, y con el "fetichismo lactante". Mientras la mayoría de los hombres parecen preferir mamas firmes, también existen los que prefieren mamas caídas. Algunas personas sienten que las mamas pueden ser demasiado grandes para ser atractivas.

## Cultura popular
Abundan los personajes femeninos con mamas enormes en el anime, libros de cómics y videojuegos norteamericanos. Editoriales tales como Image Comics a menudo muestran en sus cubiertas a heroínas con mamas grandes. Entre los videojuegos, la heroína voluptuosa Lara Croft del juego Tomb Raider ha llegado a ser un personaje conocidísimo y principal en una serie de películas y cómics publicados por Top Cow, una división de Image Comics.
En Sudáfrica, la marca Wonderbra patrocina desde el año 2002 el Día Nacional del Escote, durante el cual las mujeres muestran su escote como admiración.
En 1996 salió el disco Póntelo en la lengua, del cantante peruano Pedro Suárez-Vértiz, cuya canción Los globos del cielo alude a los mamas de una hermosa chica rusa, el videoclip fue hecho al año siguiente, 1997, el cual muestra a la chica enseñando sus mamas en una silla que gira.
En 2006 se lanzó en una adaptación para televisión del exitoso libro del escritor colombiano Gustavo Bolívar "Sin tetas no hay paraíso" en el que se narraba la historia de Catalina Santana, una joven de 17 años que no era aceptada dentro del entorno "traqueto" por el tamaño de sus mamas. En Colombia la serie se convirtió en un éxito pero al mismo tiempo blanco de críticas por "dañar la imagen del país", según sus contradictores. Dos años más tarde también se adaptó en España.
En la saga de videojuegos The King Of Fighters, está una exponente que es conocida por el llamativo movimiento de sus mamas (también comúnmente llamado fanservice): Mai Shiranui.